# فيرجينيا فوكس
فيرجينيا فوكس (بالإنجليزية: Virginia Fox) (و. 1902 – 1982 م) هي ممثلة، من الولايات المتحدة الأمريكية، ولدت في ويلينغ، توفيت في بالم سبرينغس، عن عمر يناهز 80 عاماً.

## وصلات خارجية
- فيرجينيا فوكس على موقع IMDb (الإنجليزية)
- فيرجينيا فوكس على موقع أول موفي (الإنجليزية)
- فيرجينيا فوكس على موقع قاعدة بيانات الأفلام السويدية (السويدية)
- فيرجينيا فوكس على موقع قاعدة بيانات الفيلم (الإنجليزية)
- فيرجينيا فوكس على موقع كينوبويسك (الروسية)